# Man Chong
Man Chong (161/162-242) foi um oficial que serviu a Cao Cao. Com suas estratégias ajudou a repelir ataques do Shu ao norte da China e ajudar Cao Cao em varias outras batalhas.
Era conhecido por ser um homem calmo e pensativo. Persuadiu por volta de 239, Xu Huang a se unir ao Wei.

## Morte
Morreu no ano de 242 por causa de uma doença de pele.